# José Olympio Pereira
José Olympio Pereira (Rio de Janeiro, 18 de maio de 1962) é Presidente do Banco J. Safra desde janeiro de 2023 e colecionador de arte contemporânea brasileira, participando como membro do conselho de diversas instituições de arte no Brasil e no exterior.

## Vida pessoal
José Olympio Pereira é casado com Andrea Paula de Barros Carvalho Israel da Veiga Pereira e pai de três filhos: Anna Carolina, José Thomaz e José Antônio.
Foi batizado em homenagem ao avô, o livreiro carioca fundador da editora José Olympio, atualmente integrada ao Grupo Editorial Record.
Seu pai, Geraldo Jordão Pereira, fundou as editoras Salamandra e Sextante hoje administradas por seus irmãos, Marcos e Tomás Pereira.

## Formação acadêmica
Em 1984, formou-se em engenharia civil pela PUC do Rio de Janeiro, mas não chegou a exercer a profissão, uma vez que se interessou pela carreira no mercado financeiro logo que finalizou a graduação.
Em 1990, José Olympio concluiu o MBA na Harvard Business School.

## Carreira no mercado financeiro
José Olympio Pereira é o atual Presidente do Banco J. Safra (desde 2 de janeiro de 2023). Ele é o executivo responsável pelo braço de atacado do Grupo J. Safra no Brasil. Estão sob sua responsabilidade as áreas de crédito para grandes empresas, Investment Banking, renda variável (Corretora Safra) e Private Banking.
O ano de 2022 foi dedicado a um período sabático.
De 2004 a 2010 foi Head de Investment Banking do Banco Credit Suisse no Brasil e, a partir de 2012, ocupou o cargo de CEO do mesmo banco, ficando até dezembro de 2021.
José Olympio também tem passagens pelo Citigroup, de 2001 a 2004, como Head de Investment Banking para o Brasil e Co-Head para a América Latina.
Entre 1998 e 2001, presidiu a subsidiária brasileira do banco de investimentos Donaldson, Lufkin & Jenrette.
Com a trajetória marcada no segmento bancário, José Olympio iniciou sua carreira no Banco de Investimentos Garantia, em 1985, onde permaneceu por 13 anos.
Seu currículo inclui um grande número de transações de fusões e aquisições e ofertas de ações e de dívidas, como a fusão entre a cervejaria belga Interbrew e a brasileira Ambev, a abertura de capital e pulverização do controle da Lojas Renner e a fusão da Bovespa e da BM&F, e a venda da Amil para o Grupo United Health.

## Arte contemporânea brasileira e participações em conselhos
José Olympio, junto com sua esposa Andrea, é colecionador de arte contemporânea brasileira.
Contribui para vários museus no Brasil e no exterior, participando nos conselhos dessas instituições.
No Brasil, José Olympio é presidente da Fundação Bienal de São Paulo, membro do Conselho Consultivo da Pinacoteca do Estado de São Paulo e membro do conselho do Museu de Arte de São Paulo (MASP).
1. ↑  «Editora José Olympio faz 80 anos com foco nos clássicos nacionais | VEJA.com». VEJA.com. Consultado em 22 de abril de 2016[ligação inativa]
2. ↑  «A ficção venceu | EXAME.com». Exame. Consultado em 22 de abril de 2016[ligação inativa]
3. ↑  «Credit Suisse reestrutura comando no Brasil | EXAME.com». Exame. Consultado em 22 de abril de 2016
4. ↑  «Cerimônia de condecoração da». La France au Brésil - Consulat Général de France à São Paulo. Consultado em 22 de abril de 2016
5. ↑  «Colecionador na pele de banqueiro». Valor Econômico. Consultado em 22 de abril de 2016

.
Em Nova York, José Olympio participa do International Council of The Museum of Modern Art – MoMA. Em Londres, participa do International Council da Tate Modern e, em Paris, do Conselho da Fundação Cartier para a Arte Contemporânea (Fondation Cartier pour l'Art Contemporain).
José Olympio também faz parte do Conselho da ONG SOS Mata Atlântica e do Instituto Fernando Henrique Cardoso.

## Premiações e homenagens
Em 2008, José Olympio foi escolhido como o "Melhor Banqueiro" dos últimos 20 anos pela Revista Latin Finance.
José Olympio é um dos homenageados do livro 100 Personalidades da História do Mercado de Capitais Brasileiro, editado pela Revista Capital Aberto de 2011.
Em 2014, José Olympio foi condecorado pelo Governo da França como Cavaleiro da Ordem de Artes e Letras  (Chevalier de L'Ordre des Arts et des Lettres).